# Documenta

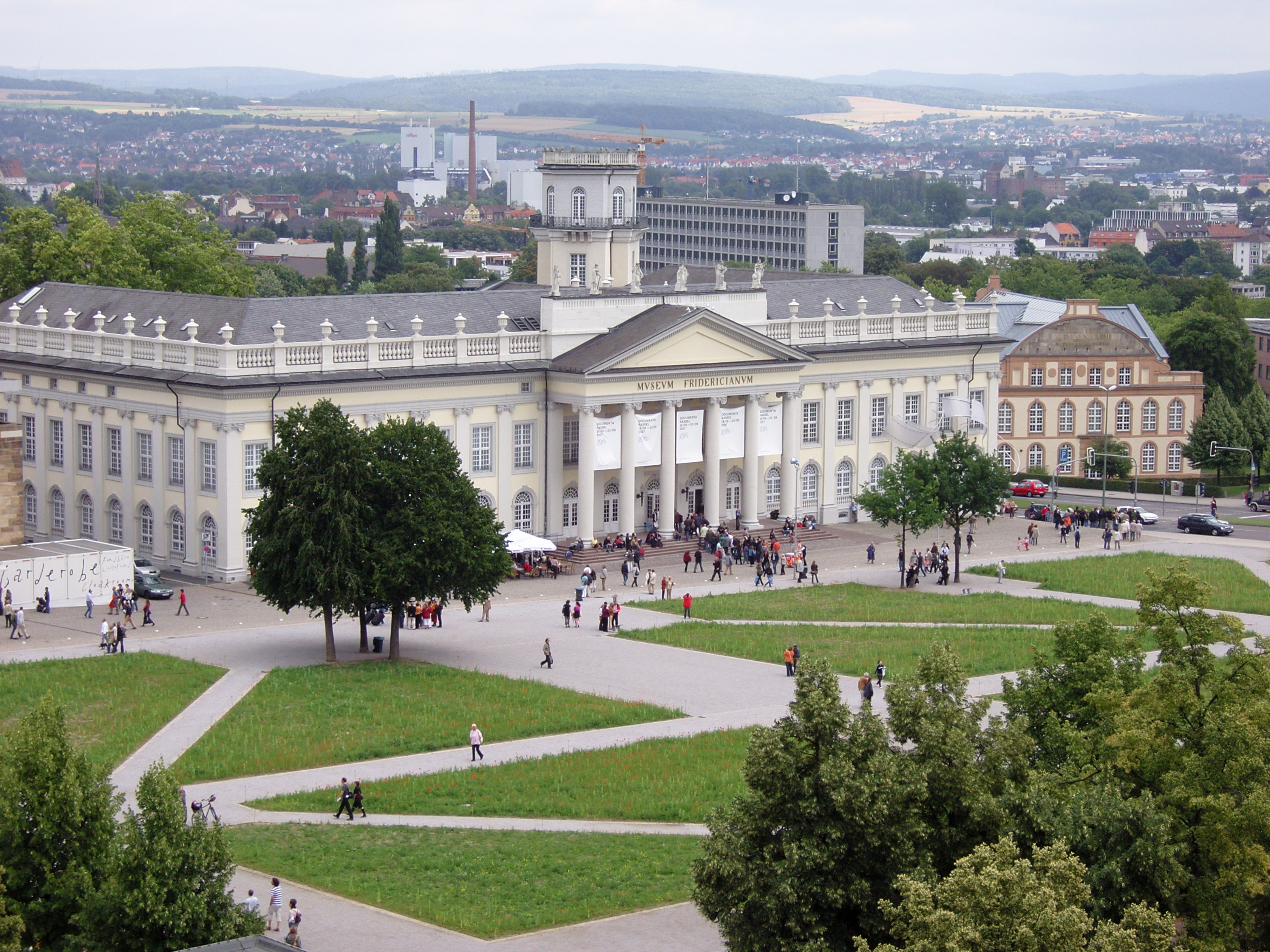
Музей Фрідеріціанум під час виставки documenta 12

documenta — виставка сучасного мистецтва, яка проводиться протягом ста днів кожні п'ять років у місті Кассель, Німеччина. Виставка була заснована художником та куратором Арнольдом Боде 1955 року як частина федеральної виставка садів для того, щоби представити німецькій публіці твори сучасного мистецтва, що не були доступними за часів націонал-соціалізму.

## Історія
documenta 14 відбулася у 2017 році у двох рівноправно-призначених містах: в Касселі з 10 липня до 17 вересня та Афінах з 8 квітня до 16 липня.
documenta 15 пройшла в Касселі з 18 червня до 25 вересня 2022 року.
| Назва          | Рік  | Куратор                       | Митці     | Експонати | Відвідувачі                                                  |
| -------------- | ---- | ----------------------------- | --------- | --------- | ------------------------------------------------------------ |
| documenta      | 1955 | Арнольд Боде, Вернер Гафтманн | 148       | 670       | 130.000                                                      |
| ІІ. documenta  | 1959 | Арнольд Боде, Вернер Гафтманн | 338       | 1770      | 134.000                                                      |
| documenta III  | 1964 | Арнольд Боде, Вернер Гафтманн | 361       | 1450      | 200.000                                                      |
| 4. documenta   | 1968 | documenta-рада 24-ох          | 151       | 1000      | 220.000                                                      |
| documenta 5    | 1972 | Гаральд Зееманн               | 218       | 820       | 228.621                                                      |
| documenta 6    | 1977 | Манфред Шнекенбурґер          | 622       | 2700      | 343.410                                                      |
| documenta 7    | 1982 | Руді Фухс                     | 182       | 1000      | 378.691                                                      |
| documenta 8    | 1987 | Манфред Шнекенбурґер          | 405       | 600       | 474.417                                                      |
| DOCUMENTA IX   | 1992 | Як Хоет                       | 189       | 1000      | 603.456                                                      |
| documenta X    | 1997 | Катерін Давід                 | 120       | 700       | 628.776                                                      |
| Documenta11    | 2002 | Оквуі Енвезор                 | 118       | 450       | 650.924                                                      |
| documenta 12   | 2007 | Роджер Мартін Бюрґель         | 114       | понад 500 | 754.301                                                      |
| dOCUMENTA (13) | 2012 | Каролін, Крістов-Бакарджиєв   | 187       |           | 904.992                                                      |
| documenta 14   | 2017 | Адам Шимчук                   | понад 160 | 1500      | 891.500 відвідувачів в Касселі 339.000 відвідувачів в Афінах |
| documenta 15   | 2022 | Ruangrupa                     |           |           | 738.000                                                      |